# Edgar Lehr
Pour les articles homonymes, voir Lehr (homonymie).
Edgar Lehr est un herpétologiste allemand, né le 30 juin 1969.
Diplômé de l'université Johann Wolfgang Goethe de Francfort-sur-le-Main, il travaille à l'université de Coblence. Il est un spécialiste des anoures néotropicaux.

## Sources biographiques
- CV et bibliographie

## Taxon nommé en son honneur
- Oreobates lehri (Padial, Chaparro & De la Riva, 2007)

## Quelques taxons décrits
- Atelopus oxapampae
- Bryophryne bustamantei
- Bryophryne nubilosus
- Gastrotheca atympana
- Gastrotheca carinaceps
- Gastrotheca stictopleura
- Gastrotheca zeugocystis
- Hypodactylus lundbergi
- Noblella duellmani
- Noblella pygmaea
- Nymphargus mixomaculatus
- Osteocephalus leoniae
- Phrynopus ayacucho
- Phrynopus barthlenae
- Phrynopus bufoides
- Phrynopus dagmarae
- Phrynopus heimorum
- Phrynopus horstpauli
- Phrynopus kauneorum
- Phrynopus kotosh
- Phrynopus lechriorhynchus
- Phrynopus oblivius
- Phrynopus paucari
- Phrynopus pesantesi
- Phrynopus tautzorum
- Pristimantis amydrotus
- Pristimantis andinognomus
- Pristimantis aquilonaris
- Pristimantis bellator
- Pristimantis caeruleonotus
- Pristimantis chimu
- Pristimantis cordovae
- Pristimantis coronatus
- Pristimantis corrugatus
- Pristimantis cruciocularis
- Pristimantis flavobracatus
- Pristimantis meridionalis
- Pristimantis ornatus
- Pristimantis pardalinus
- Pristimantis phalaroinguinis
- Pristimantis sagittulus
- Pristimantis seorsus
- Pristimantis stictoboubonus
- Pristimantis tantanti
- Pristimantis tanyrhynchus
- Pristimantis ventriguttatus
- Pristimantis vermiculatus
- Pristimantis vilcabambae
- Psychrophrynella boettgeri
- Bufo chavin
- Rhinella multiverrucosa
- Rhinella yanachaga

 Lehr est l’abréviation habituelle de Edgar Lehr en zoologie.

Consulter la liste des abréviations d'auteur en zoologie ou la liste des taxons zoologiques assignés à cet auteur par ZooBank
- Notices d'autorité :   - VIAF
  - ISNI
  - LCCN
  - GND
  - NUKAT
  - Tchéquie
  - WorldCat